# Гійом Аполлінер
Гійо́м Аполліне́р (фр. Guillaume Apollinaire), справжнє ім'я — Вільгельм-Альберт-Володимир-Аполлінарій Кострови́цький (фр. Wilhelm Albert Włodzimierz Apolinary Kostrowicki; 26 серпня 1880, Рим, Італія — 9 листопада 1918, Париж, Франція) — французький поет, художник, критик. Один з основоположників літературного авангарду, що визначив напрямки розвитку французької та світової поезії у ХХ столітті. За українськими мотивами написав поетичний твір «Відповідь запорізьких козаків турецькому султанові», вміщений у збірці «Алкоголі. Вірші 1898—1913» (1913).

## Біографія
Народився 26 серпня 1880 року в Римі. Був позашлюбним сином дворянки Анжеліки Костровицької. Мама мала польське та італійське коріння, була дочкою польського шляхтича білоруського походження Міхала Аполлінарія Костровицького герба Вуж (мали маєтки біля Новогрудка, що в Білорусі (тоді в Російській імперії)). Спочатку Гійом Аполлінер був записаний як син невідомих батьків під прізвищем Дульчіні, потім мати визнала його і записала під іменем Вільгельм Альберт Влодзімєж Александер Аполлінаріс Костровицький. Його характеру були властиві «південні», «латинські» середземноморські риси. Рідними мовами були італійська та польська мови, оскільки мати зуміла прищепити йому інтерес до польської культури, французьку він опанував згодом.
Дитинство пройшло в Італії, у 1887 р. разом з матір'ю і молодшим братом Альбером переїхав до Монако, де навчався у релігійному коледжі Св. Карла, потім до Канн, де вступив до ліцею Станіслава, а згодом до Ніцци, де в 1896–1897 роках навчався в ліцеї. Проте через п'ять місяців покинув ліцей, щоб стати вільним літератором. Багато читав, захоплювався романтизмом, фольклором, середньовічними романами, писав вірші, перекладав Джованні Боккаччо. За характером був емоційним, дотепним, вразливим, меланхолійним, товариським, наївним, схильним до розіграшів і одночасно до самітності. Поширював легенди про те, що його батьком є син одного з Наполеонів Бонапартів або ж Папа Римський.
У 1899 році разом із матір'ю і молодшим братом перебрався в Париж. Влаштувався службовцем банківської контори. Жив у скруті, підробляв «літературним рабом», згодом оселився окремо від сім'ї. Дебютував 1901 року невеликою добіркою віршів у газеті «Гранд Франс», підписаних прізвищем Костровицький (серед них — вірш «Місто і серце», у якому сполучається любовна лірика з урбаністичними мотивами, що стало характерно для всієї подальшої творчості).
У 1901 році влаштувався домашнім учителем у графині Міло. Разом з нею та її дітьми подорожував по Рейну, наступного року — південною Німеччиною, Австрією та Чехією. У цей час пережив бурхливе нерозділене кохання до гувернантки англійки Анни Плейден, яка теж працювала у Міло. Результатом став цикл «Рейнські вірші» і поема «Пісня нелюбого».
Повернувшись 1902 р. до Парижа, став редактором фінансового видання «Супутник рантьє». Займався журналістською діяльністю, писав невеликі статті для журналів «Європеєць», «Сонце», «Мессідор», «Соціальна демократія». Того ж року опублікував кілька віршів і оповідань, один з яких — «Єресіарх» уперше підписаний псевдонімом Гійом Аполлінер.
У липні 1904 року познайомився з Пабло Пікассо.
Для заробітку писав еротичні і порнографічні романи. Найвідоміший з них — «Одинадцять тисяч різок», опублікований 1907 року, містив новий погляд на творчість маркіза де Сада.
У березні 1911 року вийшла перша поетична збірка «Звірослов або Почет Орфея» невеликим накладом (120 примірників). Ідея збірки народилася в майстерні Пікассо: Аполлінер спостерігав, як Пікассо гравірує зображення тварин, і спробував те саме створити в поезії.
З 1911 року Аполлінер почав вести у газеті «Французький Меркурій» рубрику «Курйози» (вів її аж до смерті).
7 вересня 1911 року вибухнув скандал: Аполлінера і Пікассо звинуватили у крадіжці з Лувра «Джоконди» Леонардо да Вінчі. Причиною стало те, що Аполлінер прийняв секретарем пройдисвіта Жері П'єре. Одного разу той приніс у подарунок Аполлінерові старовинні іберійські статуетки, викрадені з Лувру; Аполлінер вважав їх джерелом свого натхнення. Через кілька років П'єре вирішив зробити дарунок Пікассо і приніс йому жіночий бюст з тієї ж колекції. Пікассо відмовився взяти його, проте Аполлінер погодився залишити її в себе. Коли в 1911 році пропала «Джоконда», він трохи запанікував і наказав П'єре покинути Францію, хоча той був непричетний. Коли в домі Аполлінера знайшли викрадений жіночий бюст з Лувра і листи, з яких було зрозуміло, що він свідомо зберігав у себе викрадене майно, його арештували. Аполлінера ув'язнили в тюрмі Санте, але під впливом протестів громадськості 12 вересня 1911 року відпустили. Судовий процес тривав 4 місяці; Пікассо заявив, що не знайомий з Аполлінером, в чому потім каявся.
У 1911 році Аполлінер просив французького громадянства, але йому відмовили.
У 1912 році разом із друзями Аполлінер заснував журнал «Паризькі вечори»; з 1913 року став його директором.
У лютому 1912 опублікував вірш «Міст Мірабо», натхненний коханням до художниці Марі Лорансен (1883—1956), що став візитною карткою любовної лірики ХХ століття.
У травні 1913 року Аполлінер видав книгу «Художники-кубісти: Міркування про мистецтво» в якій виклав принципи кубізму, намагаючись перенести його принципи на літературу. У 1913 році вийшла друга поетична збірка «Алкоголі. Вірші 1898–1913 років». На фронті Аполлінер показав себе сміливим солдатом, дослужився до лейтенанта і 9 березня 1916 року отримав французьке громадянство. Проте через тиждень, 17 березня 1916 року він отримав важке поранення осколком в голову, йому було проведено трепанацію черепа. Він демобілізувався, проте від травми так і не отямився, почав пиячити.
Після повернення до Парижа видав збірку оповідань «Убивство поета».
На початку 1918 року він одружився з красунею Жаклін Кольб. Тоді ж Аполлінер написав містерію-буфф «Барви часу». Проте через півроку 9 листопада 1918 помер у Парижі, заразившись іспанкою; похований 13 листопада на цвинтарі Пер-Лашез. Його мати, побачивши на труні подарований нею килим, розрізаний навпіл, вигукнула: «О Боже! Він його порізав!» Анжеліка Костровицька померла через місяць, тоді ж помер його молодший брат Альбер.

## Поезія
Однією з перших поетичних збірок Аполлінера став цикл коротких віршованих фрагментів «Бестіарій, чи кортеж Орфея» (фр. Le Bestiaire ou le cortège d'Orphée, 1911), де старовинна поетична форма катрена і прийоми емблематичного листа поєднувалися зі сповідальною меланхолійною інтонацією. У 1913 році Аполлінер об'єднав свої кращі вірші в перший великий збірник «Алкоголі» (фр. Alcools). Сучасники звернули увагу на новаторський характер збірника (відсутність пунктуації, перепади тону, барокові образи). У 1916 році вийшла збірка новел «Убивство поета» (фр. Le poéte assassiné), що відкривається містифікованою і трагічною автобіографією; в 1918 році з'явився збірник «ліричних ідеограм» «Калліграмми» (фр. Calligrammes), який частково передбачив «автоматичне письмо» сюрреалістів, а також — проголошений в 1924 році румунським художником-сюрреалістом Віктором Браунером синтетичний «Маніфест піктопоезіі».

## Новаторство
До своєї першої великої поетичної збірки «Алкоголі. Вірші 1898—1913 років» (1913) Аполлінер включив вірші, створені в різні часи, у тому числі «рейнські».
Спочатку Аполлінер хотів назвати збірку «Вода життя». Але зміна назви на «Алкоголі» робила поета немовби спадкоємцем теми сп'яніння, розвинутої Шарлем Бодлером і Артюром Рембо.
Збірка відкривається віршем «Зона» (1912), взірцем аполлінерівського «нового ліризму». Свої почуття і переживання Аполлінер змальовує на тлі панорами суспільного життя сучасної Європи. «Зона» написана як вільний, іноді іронічний діалог поета з самим собою; сюди ж вмонтовані, ніби кадри кінохроніки, найважливіші події його життя.
Друга велика поетична збірка, видана Аполлінером за життя, дістала назву «Каліграми. Вірші миру і війни (1913—1916)» і вийшла друком 1918 року. Збірка присвячена пам'яті друга-поета, літератора Рене Даліза, вбитого на фронті 1917 року.
«Каліграми» складаються з шести розділів і містять 84 поезії. Розділивши книгу на шість частин за хронологічним принципом, Аполлінер ніби підкреслив, що «Каліграми» — ліричний літопис епохи.
Вірші, що увійшли до збірки,— зразок аполлінерівського поетичного експерименту: частина віршів видрукована у вигляді «ліричних ідеограм» чи «каліграм», тобто таким чином, щоб їх текст утворював графічний малюнок.

## Основні твори

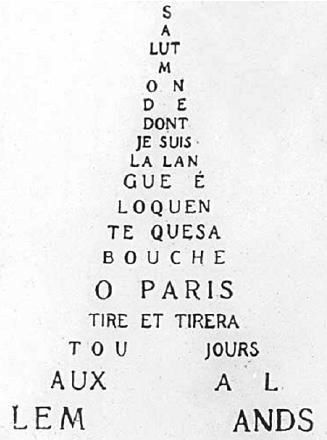
Каліграма «Ейфелева вежа»

### Поетичні збірки
- «Звірослов або Почет Орфея» (1911);
- «Алкоголі. Вірші 1898 — 1913» (1913);
- «Vitam impendere amori» (1917)
- «Каліграми. Вірші Миру і Війни» (1918) (опубліковано посмертно)

### Проза
- роман «Одинадцять тисяч різок» (1907);
- стаття «Поезія символістів» (1909);
- повість «Гниючий чарівник» (1909);
- збірка оповідань «Єресіарх і компанія» (1910);
- книга «Художники-кубісти: Міркування про мистецтво» (1913);
- стаття «Футуристична антитрадиція» (1913);
- збірка оповідань «Убивство поета»
- стаття «Новий дух і поети» (1918);

### П'єси
- «Соски Тіресія»
- «Казанова»

### Видання українською мовою
- Аполлінер, Гійом. Поезії / пер. з французької М. Лукаша; передм. Д. Наливайка. — К.: Дніпро, 1984. — 225 с. (Перлини світової лірики)
- Аполлінер, Гійом. Поезії / пер. з фр. М. Лукаша. — Харків: Фоліо, 2014. — 253 с. — ISBN 978-966-03-4519-5.